# Davide Frattesi
Davide Frattesi (Roma, 22 de Setembro de 1999) é um futebolista italiano que atua como meio-campista. Atualmente é jogador da Inter de Milão e da Seleção Italiana de Futebol.

## Carreira

### Sassuolo
Frattesi deu seus primeiros passos na Lazio e depois atuou nas equipes juvenis da Roma. Em 2017, às vésperas de completar 18 anos, a promessa acabou comprada pelo Sassuolo por €5 milhões.
Em 20 de dezembro de 2017, Frattesi fez sua estreia profissional em uma derrota por 2-1 fora de casa contra o clube da Serie A TIM, Atalanta, nas oitavas de final da Coppa Italia, ele foi substituído por Matteo Politano aos 74 minutos. Naquela temporada, ele também fez várias aparições no banco de reservas do time principal do Sassuolo, mas não apareceu em campo.

#### Ascoli
Em 16 de agosto de 2018, Frattesi se juntou ao Ascoli, da Serie B, por empréstimo até 30 de junho de 2019. Dez dias depois, em 26 de agosto, ele fez sua estreia na Serie B pelo Ascoli como substituto, substituindo Tomasz Kupisz aos 57 minutos de um empate em casa por 1-1 contra o Cosenza. Uma semana depois, em 2 de setembro, Frattesi jogou sua primeira partida como titular, uma derrota por 2-0 fora de casa contra o Perugia , ele foi substituído após 61 minutos por Enrico Baldini. Em 15 de setembro, ele jogou sua primeira partida inteira pelo Ascoli, uma vitória em casa por 1-0 sobre o Lecce. Frattesi encerrou seu empréstimo de uma temporada ao Ascoli com 33 aparições, incluindo 26 delas como titular, e 2 assistências.

#### Empoli
Em 15 de julho de 2019, Frattesi foi contratado pelo clube da Serie B Empoli em um contrato de empréstimo de uma temporada. Em 11 de agosto, ele fez sua estreia pelo clube como substituto substituindo Filippo Bandinelli aos 46 minutos de uma vitória em casa por 2-1 contra o Reggina na segunda rodada da Coppa Italia. Em 25 de agosto, ele fez sua estreia na liga pelo Empoli como substituto substituindo Karim Laribi aos 72 minutos de uma vitória em casa por 2-1 sobre o Juve Stabia. Em 21 de setembro, ele jogou sua primeira partida como titular do clube, uma vitória em casa por 1-0 sobre o Cittadella e três dias depois sua primeira partida inteira, uma vitória fora de casa por 3-2 sobre o Pisa, onde também marcou seu primeiro gol profissional e o gol da vitória aos 95 minutos. Frattesi encerrou seu empréstimo de uma temporada ao Empoli com 41 jogos, 5 gols e 4 assistências.[carece de fontes?]

#### Monza

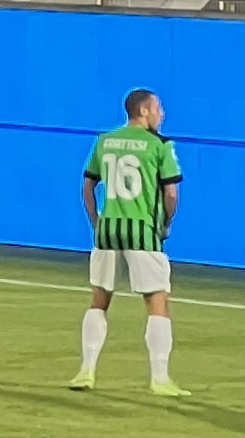
Frattesi atuando pelo Sassuolo em 2022

Em 16 de setembro de 2020, Frattesi se juntou ao recém-promovido time da Serie B, Monza, por um empréstimo de um ano. Em 25 de setembro, ele fez sua estreia na liga pelo clube como substituto, substituindo Marco Armellino nos últimos 17 minutos de um empate em casa por 0-0 contra o SPAL. Em 20 de outubro, ele jogou sua primeira partida como titular do clube na Série B, onde marcou seu primeiro gol pelo Monza aos 46 minutos de um empate fora de casa por 1-1 contra o Pisa. Quatro dias depois, em 24 de outubro, Frattesi jogou sua primeira partida inteira, uma derrota em casa por 2-1 contra o Chievo.
Em 1 de maio de 2021, Frattesi marcou seu oitavo gol pelo Monza contra o Salernitana; ganhando uma aposta pessoal que fez com o técnico Cristian Brocchi. Frattesi foi nomeado para o Time da Temporada da Serie B, terminando a temporada com oito gols e duas assistências.

### Inter de Milão

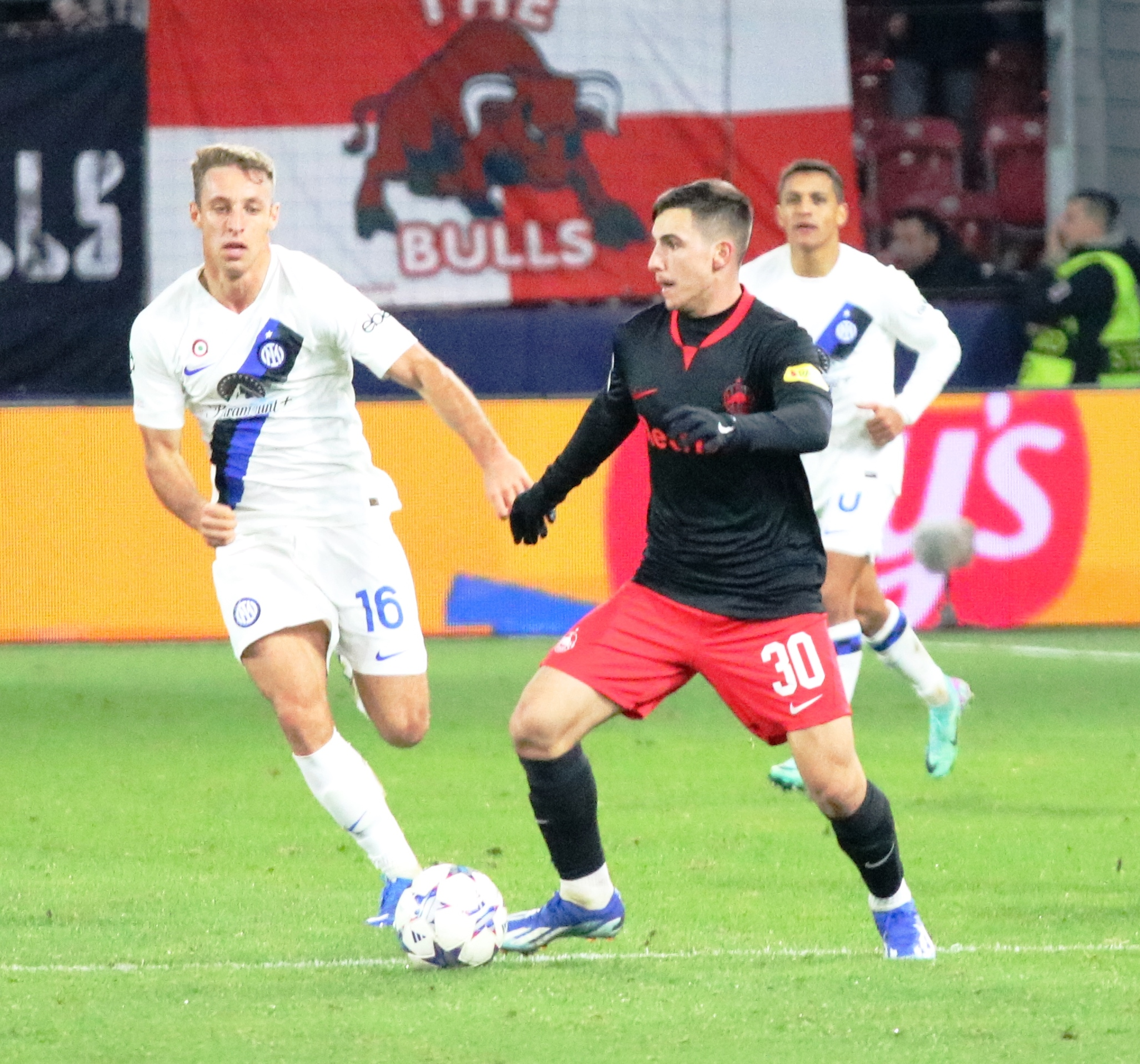
Frattesi atuando pela Inter de Milão em 2023

Em 7 de julho de 2023, Frattesi se juntou à Inter de Milão em um empréstimo de uma temporada com obrigação de compra. Em 16 de setembro de 2023, Frattesi marcou seu gol de estreia pela Inter de Milão em uma vitória por 5 a 1 sobre o AC Milan durante o Derby della Madonnina em San Siro. Em 19 de janeiro de 2024, Frattesti marcou em uma vitória por 3-0 sobre a Lazio nas semifinais da Supercopa da Itália de 2023. A Inter conquistou o título, derrotando o Napoli por 1-0 na final em 22 de janeiro, com Frattesi fazendo uma aparição como substituto no segundo tempo. Em 8 de abril, ele marcou um gol decisivo nos acréscimos para ajudar a Inter a vencer a Udinese por 2-1 na liga. A Inter terminou a temporada 2023-24 como campeão da Serie A, após derrotar o rival Milan por 2-1 em 22 de abril; a partida culminou em uma briga, durante a qual o zagueiro do Milan Davide Calabria foi expulso por agredir Frattesi.
Frattesi foi oficialmente contratado pela Inter em Agosto de 2024, após seu empréstimo terminar.

## Carreira internacional
Em 18 de junho de 2023, Frattesi marcou seu primeiro gol profissionalmente pela Itália na vitória de 3-2 na partida pelo terceiro lugar da Final da Liga das Nações da UEFA de 2023 contra a Holanda.
Em 13 de setembro, ele marcou os dois gols na vitória por 2-1 em casa sobre a Ucrânia, que garantiu à Itália a qualificação para a Euro 2024.

## Estilo de jogo
Considerado um dos jovens talentos italianos mais promissores de sua geração, Frattesi é um meio-campista dinâmico, tecnicamente talentoso e físico, conhecido por sua resistência, qualidades táticas e capacidade de ajudar seu time tanto ofensivamente quanto defensivamente. Ele é capaz de criar jogadas de ataque e marcar gols devido à sua capacidade de ler o jogo e fazer corridas tardias para a área. Embora tenha jogado como meio-campista ofensivo em sua juventude, ele normalmente joga como meio-campista central na função de mezzala, mas também é capaz de jogar como volante.

## Títulos

#### Inter de Milão
- Serie A TIM: 2023–24
- Supercopa da Itália: 2023